# 潘懷宗
潘懷宗（1961年7月2日—），臺灣政治人物、藥理學家。現為國立陽明交通大學醫學院藥理學研究所兼任教授，專業為化學、神經化學與分析化學。曾任美國先菱藥廠藥物代謝及藥物動力學部門資深科學家、美國國家疾病防治中心環境毒理部門高解析度質譜中心助理研究員、國大代表、台北市議員以及新黨台北市議會黨團召集人等，亦曾任新黨秘書長，曾兩度代表新黨參選立法委員但均落敗。
2022年，潘懷宗與辦公室主任陳玉臺涉於2006年起長達16年間透過人頭帳戶詐領公費助理補助費，金額達新臺幣333萬餘元，潘、陳等人被依貪污治罪條例起訴，同年6月15日潘懷宗被判刑2年、緩刑5年、褫奪公權5年，同年7月22日士林地檢未就一審判決上訴，全案確定，7月28日臺北市議會依法回溯至7月20日解除潘懷宗的議員職務，並由民進黨籍陳賢蔚遞補。

## 政治經歷
1996年，潘懷宗代表新黨高票當選為第三屆國大代表。1998年參選台北市議員，因新黨高額提名導致票源分散而落選。2001年底，代表新黨於新竹縣參選立法委員，但缺乏地方組織而終以六位候選人中最低票落選。2002年，以新黨在士林北投選區唯一參選者之姿捲土重來，票源的集中使其順利當選為第9屆台北市議員，因而辭去陽明大學專任教授，後數度連任。2014年，潘懷宗以台北市第二高票（泛藍第一高票）連任第12屆台北市議員，但因票源高度集中而使得同黨參選人楊靜宇以一千餘票之差飲恨落敗。2016年，在臺北市第二選舉區代表泛藍參選立委，選舉中獲得65,967票、得票率36.43%，敗給獲得臺北市第一高票（107,366票、得票率59.29%）的時任民進黨立委姚文智。2018年，新黨再度於其所屬的士林北投選區提名兩席參選人，上回參選的楊靜宇則改為無黨籍，多方瓜分票源使得選情不被看好，但因配票策略奏效、潘懷宗和侯漢廷兩位黨籍候選人幾乎平分上次新黨黨籍參選人的選票總和而雙雙當選，最終即使陳彥伯未能連任亦使得新黨黨公職維持兩席，更是新黨成立以來在該選區最好的成績，首度當選兩席市議員。2019年，在臺北市第一選舉區泛藍第二階段初選以49.94%敗給國民黨的汪志冰的50.06%，之後雖宣布支持汪志冰，但該席立委仍由吳思瑤連任。

## 爭議事件

### 廣告代言爭議
2016年1月，政治人物姚文智在立委選舉期間開記者會並製作文宣指潘懷宗「黑心代言頻出包，閃躲不用道歉？」，被潘提告，但士林地方法院認為潘懷宗代言的商品陸續出現安全疑慮等狀況  雅芳「淨活水」淨水器未取得美國國家衛生基金會（NSF）認證，廣告指稱通過美國水質協會和美國國家基金會檢驗認證」而遭公平交易委員會裁罰100萬元；台糖「鈣股力」所稱「9周減少78%骨質流失」只是動物實驗結果而未經人體試驗，被衛福部及臺南市政府認定誇大療效誤導消費者而違反《健康食品管理法》），認定姚文智形容為「黑心」所指的「不誠實」、「蒙蔽良心」，不構成故意或過失侵害潘的名譽權，潘上訴。臺灣高等法院於2017年12月指出潘懷宗的相關專業與學識應較一般人更能審慎研究、評估代言產品的宣傳、成分是否有疑慮，但這些商品確有爭議，認為姚文智的發言是基於公益，且已盡合理查證義務而為適當評論，支持一審見解，駁回潘之上訴，全案可上訴。

### 新冠肺炎病毒
2020年2月27日，潘懷宗在政論節目《這！不是新聞》中暗示新冠肺炎病毒可能是源自美國，又宣稱美國在2019年爆發的跟電子煙有關的肺炎也是新冠病毒引起。就相關言論，騰訊網發表以《台灣節目說新冠病毒源頭在美國？拜託專家，請認真讀論文》為標題的文章，批評相關說法荒謬，指出電子煙肺炎與新冠肺炎完全不一樣，從電子煙肺炎患者的肺泡灌洗液裡也沒有檢測出新型冠狀病毒；文章又指出，潘懷宗在政論節目上引用的論文只在中國科學院科技論文預發布平台上公佈，還沒有經過同行評議，有關分析不知會否被同行接受，而且該論文的重點想說明的是，來自華南海鮮市場有關患者的病毒在進化上並不是最早的病毒，也就是病毒在華南海鮮市場爆發肺炎前已經出現。該騰訊網文章批評，如果據此簡單地解讀成美國是病毒的源頭是「非常荒謬的」。中國大陸媒體《经济日报》邀請蘭州大學研究員趙序茅進行研判，他指出潘懷宗在節目上展示的中國大陸論文並沒有「直指美國是源頭」，只能說「祖父級」病毒有出現在中國深圳和美國，根本無法得出病毒源自美國，他又表示「根據基因組分析，新冠病毒的源頭並不在華南海鮮市場。其源頭究竟在哪，還需要相關研究者的繼續追踪，但根據目前的相關研究，應該還在武漢。」但後來被證實只是空口說白話。

### 詐領助理費
2021年1月27日，士林地檢署聲請羈押潘懷宗與其辦公室主任，指控潘於2008年至2020年間，先後以人頭詐領公費助理薪資至少約300萬元後挪作私用。法官召開羈押庭後，裁定潘懷宗200萬元交保。檢方不服，向高等法院提出抗告。高院2月5日晚間撤銷原裁定，發回士林地方法院更裁。2月8日潘懷宗庭上貪污罪部分採取認罪態度，士林地方法院法官開庭後仍裁定200萬元交保。
同年5月31日，潘認罪並繳回333萬5,835元犯罪所得，士林地檢署依《貪污治罪條例》利用職務上機會詐取財物罪、《刑法》使公務員登載不實罪，將潘懷宗、陳玉臺、4人頭起訴。

2022年6月15日，士林地方法院一審宣判，潘懷宗因偵查中自白、繳回犯罪所得，依照《貪污治罪條例》相關規定減輕其刑，判處有期徒刑2年、緩刑5年、褫奪公權5年。另外行政院也函送台北市議會解職公文，溯至7月20日解職。

## 選舉紀錄
| 年度 | 選舉屆數               | 選舉區               | 所屬政黨 | 得票數 | 得票率 | 當選標記 | 備註     |
| ---- | ---------------------- | -------------------- | -------- | ------ | ------ | -------- | -------- |
| 1996 | 第三屆國民大會代表選舉 | 臺北市第一選舉區     | 新黨     | 34,226 | 7.50%  |          |          |
| 1998 | 第八屆臺北市議員選舉   | 臺北市第一選舉區     | 新黨     | 12,082 | 3.94%  |          |          |
| 2001 | 第五屆立法委員選舉     | 新竹縣立法委員選舉區 | 新黨     | 2,734  | 1.34%  |          |          |
| 2002 | 第九屆臺北市議員選舉   | 臺北市第一選舉區     | 新黨     | 17,515 | 6.31%  |          |          |
| 2006 | 第十屆臺北市議員選舉   | 臺北市第一選舉區     | 新黨     | 19,598 | 7.36%  |          |          |
| 2010 | 第十一屆臺北市議員選舉 | 臺北市第一選舉區     | 新黨     | 25,600 | 8.59%  |          |          |
| 2014 | 第十二屆臺北市議員選舉 | 臺北市第一選舉區     | 新黨     | 25,188 | 8.24%  |          |          |
| 2016 | 第九屆立法委員選舉     | 臺北市第二選舉區     | 新黨     | 65,967 | 36.43% |          |          |
| 2018 | 第十三屆臺北市議員選舉 | 臺北市第一選舉區     | 新黨     | 17,145 | 6.12%  |          | 因案解職 |

## 出版作品

### 著作
| 年份 | 書名                                                                                             | 作者                                   | 出版社         | ISBN               |
| ---- | ------------------------------------------------------------------------------------------------ | -------------------------------------- | -------------- | ------------------ |
| 2003 | 《帶醫生回家》                                                                                   | 潘懷宗                                 | 文經社         | ISBN 9789576633843 |
| 2004 | 《News 98「名醫On Call」》                                                                       | 潘懷宗、楊志賢                         | 東觀國際       | ISBN 9789867636447 |
| 2005 | 《減肥聖經──News98名醫On Call教你正確減肥》                                                      | 潘懷宗、邱正宏                         | 聯合文學       | ISBN 9575225120    |
| 2006 | 《飛碟早餐之醫學新知》                                                                           | 潘懷宗                                 | 文經社         | ISBN 9576634784    |
| 2006 | 《全方位抗流感》                                                                                 | 潘懷宗                                 | 文經社         | ISBN 9576634628    |
| 2007 | 《潘懷宗藥你健康》                                                                               | 潘懷宗                                 | 原水           | ISBN 9789867069382 |
| 2008 | 《帶醫生回家2》                                                                                  | 潘懷宗                                 | 文經社         | ISBN 9789576635434 |
| 2009 | 《敢吃不敢說的藥——19堂醫藥通識課》                                                               | 潘懷宗、蘭萱                           | 馥林文化       | ISBN 9789866535154 |
| 2009 | 《大流感——預防流感關鍵10堂課》                                                                   | 潘懷宗                                 | 文經社         | ISBN 9789576635731 |
| 2010 | 《海藻讓你遠離癌症》                                                                             | 潘懷宗                                 | 文經社         | ISBN 9789576635946 |
| 2011 | 《為健康把關的57堂課》                                                                           | 東森財經新聞台、潘懷宗                 | 台視文化       | ISBN 9789575658847 |
| 2011 | 《食在有健康》                                                                                   | 潘懷宗、詹姆士                         | 庫立馬媒體科技 | ISBN 9789868577848 |
| 2012 | 《57健康同學會：保健室養生6大招》                                                                | 潘懷宗、隋安德、張雅芳、東森財經新聞台 | 知識流         | ISBN 9789868826304 |
| 2012 | 《食在有健康2》                                                                                  | 潘懷宗、詹姆士、超級電視臺             | 庫立馬媒體科技 | ISBN 9789868851238 |
| 2012 | 《百科全說——27堂醫藥通識課》                                                                     | 潘懷宗                                 | 人民衛生出版社 | ISBN 9787117155892 |
| 2012 | 《小養生堂里大教授︰吃的是食物還是毒物》                                                         | 潘懷宗                                 | 東方出版社     | ISBN 9787506048279 |
| 2012 | 《潘懷宗:讀懂身體求救信號的57堂課》                                                              | 潘懷宗                                 | 東方出版社     | ISBN 9787506080958 |
| 2012 | 《超級健康食物排行榜》「潘懷宗博士保健室」                                                       | 康鑑編輯部                             | 源樺           | ISBN 9789865962111 |
| 2013 | 《57健康同學會破除關鍵57健康迷思》                                                               | 潘懷宗、隋安德、張雅芳、東森財經新聞台 | 凱特文化       | ISBN 9789865882136 |
| 2013 | 《潘懷宗的慢管教養：管少一點，愛多一點，教出快樂自信的好孩子》                                   | 潘懷宗                                 | 平安文化       | ISBN 9789578038790 |
| 2014 | 《超級愛享瘦》                                                                                   | 潘懷宗、詹姆士                         | 庫立馬媒體科技 | ISBN 9789869015202 |
| 2014 | 《逐夢計畫─35個點夢成真的一句話》〈藥你健康的超級博士〉（合著）                                  |                                        | 正中書局       | ISBN 9789570919370 |
| 2014 | 《健康生活，你做對了嗎？：30則你一定要知道的保健新知》                                           | 潘懷宗、隋安德、許晶晶、東森財經新聞台 | 天下文化       | ISBN 9789863204459 |
| 2014 | 《潘懷宗說：「怕」是因為不夠了解》                                                               | 潘懷宗                                 | 東方出版社     | ISBN 9787506074452 |
| 2015 | 《自體免疫細胞療法，有效清除癌細胞》                                                             | 潘懷宗                                 | 天下文化       | ISBN 9789863207627 |
| 2015 | 《別讓身體不開心：潘懷宗博士把關，讓你吃得最安心的一本食材大全，聰明挑食健康煮，絕不踩食安地雷》 | 潘懷宗、年代MUCH台                     | 時報出版       | ISBN 9789571364315 |
| 2017 | 《健康我最大：潘博士嚴選30堂好食課》                                                             | 潘懷宗                                 | 出色文化       | ISBN 9789869441421 |
| 2019 | 《一輩子都受用的健康寶典：潘懷宗的養生6件事，掌握健康A＋》                                       | 潘懷宗                                 | 出色文化       | ISBN 9789869786034 |
| 2019 | 《傳家健康菜：潘懷宗博士的三代養生食譜＋長壽要訣，讓你健康多活40年》                             | 潘懷宗、游謦榕                         | 常常生活文創   | ISBN 9789869809665 |

### CD
| 年份 | 書名                                  | 作者           | 唱片公司 |
| ---- | ------------------------------------- | -------------- | -------- |
| 2006 | 《元氣地球人——必修的12健康學分(8CD)》 | 潘懷宗、趙少康 |          |
| 2012 | 《潘懷宗健康隨身聽(8CD)》             | 潘懷宗、蘭萱   | 中國廣播 |
| 2015 | 《潘懷宗健康隨身聽II (8CD)》          | 潘懷宗、蘭萱   | 中國廣播 |
| 2017 | 《潘懷宗健康ON AIR》                  | 潘懷宗、蘭萱   | 中國廣播 |

## 主持作品

### 電視節目
| 節目           | 頻道           | 附註                                |
| -------------- | -------------- | ----------------------------------- |
| 健康2.0        | TVBS           | 鄭凱云固定來賓，已停播              |
| 57健康同學會   | 東森財經新聞台 | 張雅芳、隋安德 保健室主任，已停播   |
| 食在有健康     | 超級電視台     | 潘懷宗與詹姆士、可藍 主持人，已停播 |
| 健康抱報       | 超級電視台     | 潘懷宗與星潼主持人，已停播          |
| 健康NO.1       | GTV八大電視    | 潘懷宗與蔡逸帆主持人，已停播        |
| 別讓身體不開心 | 年代MUCH台     | 潘懷宗與任家萱主持人，已停播        |

### 廣播節目
| 節目        | 電台         | 附註             |
| ----------- | ------------ | ---------------- |
| 保健最前線  | 健康電台     | 前主持人         |
| 名醫on-call | News 98      | 前主持人         |
| 飛碟早餐    | 飛碟聯播網   | 醫藥新知固定來賓 |
| 蘭萱時間    | 中國廣播電台 | 醫藥新知固定來賓 |
| 聽醫生的話  | 中國廣播電台 | 主持人           |

## 外部連結
- 潘懷宗議員市政資訊網 （页面存档备份，存于）
- 潘懷宗Facebook粉絲團專頁
- 潘懷宗部落格 （页面存档备份，存于）
- YouTube上的潘懷宗頻道